# Sadmeli
Sadmeli (gruz. სადმელი) – wieś w Gruzji, w regionie Racza-Leczchumi i Dolna Swanetia, w gminie Ambrolauri. W 2014 roku liczyła 529 mieszkańców.

## Urodzeni
- Eutymiusz (Kereselidze)